# T-Low

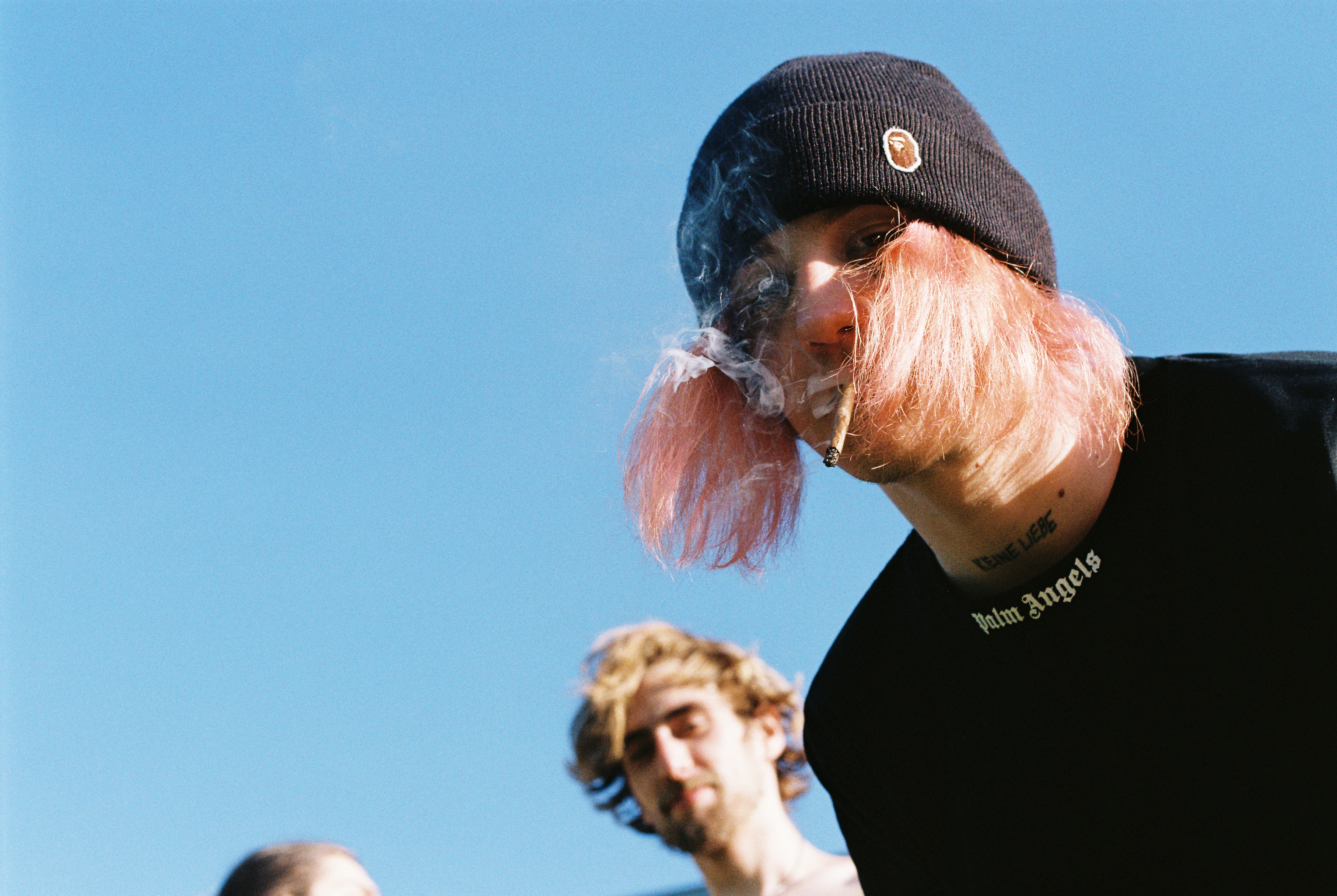
T-Low (2021)

T-Low (* 16. Juni 2001; bürgerlich Thilo Panje; Eigenschreibweise t-low) ist ein deutscher Rapper. Sein Stil ist eine Mischung aus autotunelastigem Trap, Punk Rap und Cloud Rap mit Einflüssen aus Dream Pop. Mit den Songs Sehnsucht und We Made It erreichte er im März bzw. April 2022 jeweils die Spitze der Singlecharts in Deutschland.

## Leben
T-Low wuchs im schleswig-holsteinischen Lägerdorf bei Itzehoe auf. Seine Mutter ist italienischer Abstammung, sein Vater ist Maurermeister. Mit 16 Jahren fing er erstmals an zu rappen. Seinen ersten Track nahm er im TeamSpeak mit Audacity auf einen Beat von den Suicideboys auf, gefolgt von ersten Veröffentlichungen ab 2017 über seinen YouTube-Kanal, der jedoch heute nicht mehr öffentlich gelistet ist. Ab 2018 folgten einige Singles über Spotify. Da seine Mutter nicht einsah, dass er nicht arbeitete und zuhause pausenlos Drogen konsumierte, lebte T-Low zeitweise in einem abrissreifen Haus, das sein Vater gekauft hatte, um es einer Komplettsanierung zu unterziehen. Hier entstanden einige seiner späteren Hits wie Crashen oder Ordentlich. Zu dieser Zeit war er auch abhängig von dem Benzodiazepin Alprazolam (Xanax), wovon er teilweise bis zu 15 Tabletten pro Tag konsumierte. Während er diese Sucht nach eigenen Angaben bekämpfen konnte, konsumiert er noch regelmäßig Cannabis, was er offen in seinen Videos zur Schau stellt.
Als seine musikalischen Inspirationsquellen nennt er unter anderem die US-Rapper Lil Peep und Future.
2019 erschien die EP Tyskie sowie 2020 sein Debütalbum Litty Way. Sein Debütalbum nahm er 2021 jedoch wieder offline, weil er sein 2021er Album Benzo Diaries als sein eigentliches Debütalbum ansieht und sich nicht mehr mit den Songs von Litty Way identifizieren kann. Der große Durchbruch erfolgte mit dem Song Ordentlich, der über TikTok viral ging, nachdem einige Benutzer der Plattform ihn für Dance-Videos verwendeten. T-Low sieht Ordentlich inzwischen als seinen schlechtesten Song an und nahm ihn damals eigentlich nur als Lückenfüller auf die EP Life Changed. Der Track erreichte Platz 19 der deutschen Charts.
2021 erschien das Album Benzo Diaries, das den Song Crashen enthielt, der neben Ordentlich sein erfolgreichster Song ist. Der Track erreichte Platz 27 der deutschen Charts. Noch im selben Jahr erschien sein zweites Album Everythings Purple, das Platz 6 der Albumcharts erreichte.
Im März 2022 erschien dann sein bislang erfolgreichster Song Sehnsucht der in Zusammenarbeit mit dem Produzentenduo Miksu & Macloud entstand und in den deutschen sowie den österreichischen Singlecharts die Spitzenposition erreichte. Nur wenige Wochen später gelang ihm mit dem Song We Made It, der ebenfalls mit Miksu & Macloud entstand, erneut der Einstieg auf Platz 1 in den deutschen Singlecharts. Am 20. Mai 2022 erschien sein drittes Soloalbum mit dem Namen Percocet Party, das Rang drei der deutschen Albumcharts erreichte und damit T-Lows bis dahin höchste Chartplatzierung bedeutete. Neben den Alben veröffentlicht T-Low auch verhältnismäßig viele Singles und EPs auf den gängigen Streaming-Plattformen. 2024 veröffentlichte er gemeinsam mit Paula Hartmann den Song sag was, der auf Platz 16 der deutschen Singlecharts einstieg.
Am 1. Januar 2025 kündigte T-Low auf Instagram eine längere Pause an. Zuvor veröffentlichte er am 27. Dezember 2024 das Album Everythings Purple 3, welches den Abschluss der Trilogie bildet und Platz 14 der Charts erreichte.
Für eine Zusammenarbeit mit dem Modelabel No Hugs des Rappers Ufo361 trat T-Low inzwischen auch als Model in Erscheinung.

## Musik und Stil
Die meiste Musik veröffentlichte T-Low in Eigenproduktion, zusammen mit seinen Freunden Sevi Rin und Heinie Nüchtern (Unter dem Namen Litkids) oder mit Asadjohn. T-Low beschreibt seine Musik als „intuitiv und aus dem Bauch heraus“. Inzwischen arbeitet er viel mit dem Produzententeam Miksu & Macloud zusammen.
Die Texte entstehen in Teilen ohne Vorbereitung. In den meisten Songs befasst er sich mit klassischen Rapthemen wie Kleidung, Geld und Drogen, aber auch Liebe bzw. Liebeskummer, und die Beziehung zu seinen Freunden, welche oft in den Musikvideos und Vlogs zu sehen sind. Große Teile seiner Tracks handeln über seinen Drogenkonsum, wovon er aber nach eigenen Angaben wegkommen möchte.

## Diskografie
Studioalben

| Jahr | Titel Musiklabel                    | Höchstplatzierung, Gesamtwochen, AuszeichnungChartplatzierungen (Jahr, Titel, Musiklabel, Platzierungen, Wochen, Auszeichnungen, Anmerkungen) | Höchstplatzierung, Gesamtwochen, AuszeichnungChartplatzierungen (Jahr, Titel, Musiklabel, Platzierungen, Wochen, Auszeichnungen, Anmerkungen) | Höchstplatzierung, Gesamtwochen, AuszeichnungChartplatzierungen (Jahr, Titel, Musiklabel, Platzierungen, Wochen, Auszeichnungen, Anmerkungen) | Anmerkungen                         |
| Jahr | Titel Musiklabel                    | DE | AT | CH | Anmerkungen                         |
| ---- | ----------------------------------- | --- | --- | --- | ----------------------------------- |
| 2020 | Litty Way Selbstverlag              | — | — | — | Erstveröffentlichung: 20. März 2020 |
| 2021 | Benzo Diaries Selbstverlag          | — | — | — | Erstveröffentlichung: 14. Mai 2021  |
| 2022 | Percocet Party Selbstverlag         | DE3 (9 Wo.)DE | AT3 (7 Wo.)AT | — | Erstveröffentlichung: 20. Mai 2022  |
| 2023 | Drug Related Lifestyle Selbstverlag | DE2 (3 Wo.)DE | AT23 (2 Wo.)AT | — | Erstveröffentlichung: 16. Juni 2023 |

## Auszeichnungen
Deutscher Musikautorenpreis
- 2023: „Erfolgreichstes Werk 2022“ für Sehnsucht (mit Miksu/Macloud)[8]